# Kermáni terrortámadás
A kermáni terrortámadás 2024. január 3-án történt, Kászem Szolejmáni meggyilkolásának emlékeseménye közben, Kermán városában, Iránban. A támadást két robbantással vitték véghez, amiben meghaltak legalább 91-en és 284 ember megsérült. A legtöbb életet követelő terrortámadás volt az országban a Rex Filmszínházban történt 1978-as tűzvész óta. Másnap a szélsőséges szunnita Iszlám Állam felvállalta a síita többségű államban elkövetett támadást. A Reuters szerint az elkövető az Iszlám Állam afganisztáni ága, az ISIS–K volt. Az elkövető az iráni hírszerzés szerint a tádzsiki-izraeli állampolgárságú Abdollah Tadzsiki bombakészítő és társa volt.

## Háttér

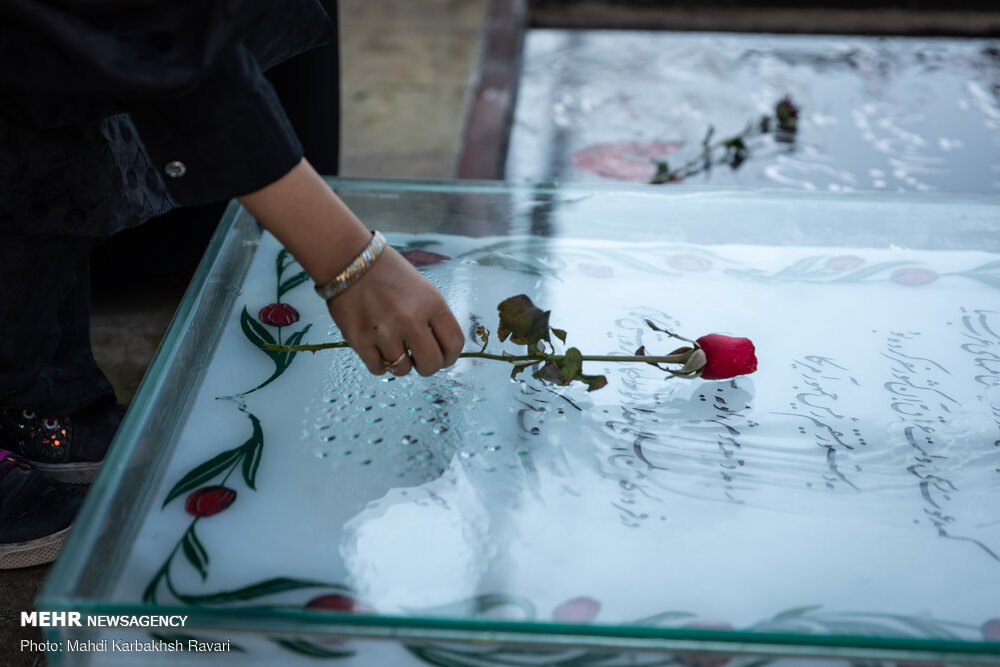
Egy gyászoló lány rózsát fektet Szolejmáni sírjára

2020. január 3-án Kászem Szolejmáni iráni tábornok meghalt az Egyesült Államok rakétatámadásában. Szolejmáni a Forradalmi Gárda vezérőrnagya volt, nagy befolyással rendelkezett az országban. Ő felelt a gárda működéséért és felügyelte annak műveleteit, illetve az ország külpolitikájában és szövetségeseinek segítésében is nagy szerepet játszott.
2020. január 7-én, Szolejmáni temetése közben a gyászmenetben legalább ötvenen meghaltak, miután a résztvevők a helyszínen kialakult pánik során eltaposták egymást. A 2024-es támadás tovább emelte a feszültséget a régióban, a már folyamatban lévő Izrael–Hamász-háború közben. Egy nappal korábban egy izraeli dróntámadás megölte a Hamász egyik legfontosabb vezérét Libanonban, míg egy héttel a támadást megelőzően egy iráni tábornokot gyilkoltak meg Szíriában. A 2020-as években az Iszlám Állam és más szélsőséges szunnita csoportok több hasonló támadást is véghez vittek a síita többségű államban, többek között egy tizenhárom ember életét követelő lövöldözést 2022-ben, Sirázban.

## A támadás
A robbanások a gyászmenetet Kászem Szolejmáni a Mártírok kertjében található sírjához vezető úton érték, a Szaheb ez-Zamán mecset közelében. Az első robbantás a sírtól nagyjából 700 méterre történt, egy parkoló közelében, míg a második egy kilométerre, azon az utcán, amerre sokan menekültek. A robbanóeszközök úgy lettek elhelyezve, hogy felfedezésük biztonsági ellenőrzésnél lehetetlen legyen. A robbantások nagyjából 10–20 percre egymástól történtek.
Az iráni sajtó jelentése szerint a támadást két aktatáskába helyezett, távolról felrobbantott bombával vitték véghez. Egy szemtanú szerint az egyik eszközt egy kukában helyezték el, míg a másikat egy autóban. Ennek ellenére az IRNA január 4-én bejelentette, hogy gyanúik szerint a támadók öngyilkos merénylők voltak.
Legalább kilencvenegyen meghaltak és 284 ember megsérült, 27 súlyosan. A halottak között volt tizenkét afgán állampolgár és három, az első robbanás helyszínére kiérkező mentős. A halálesetek nagy részét a második robbanás okozta, a sérülések nagy része pedig annak volt köszönhető, hogy összetaposták egymást a menekülők. Az első jelentések szerint 103-an haltak meg, de ezt később 89-re csökkentették.

## Elkövetők
Január 4-én az Iszlám Állam felvállalta a támadást egy, a Telegramon megosztott közleményben. Később megosztottak egy képet is két férfiról, akik elmondásuk szerint az elkövető testvérpár voltak. Az Egyesült Államok hírszerzése szerint az elkövető az Iszlám Állam afganisztáni ága, az ISIS–K volt.
Az Iszlám Állam közleménye előtt Irán elnöke, Ebrahim Raiszi, Izraelt hibáztatta a támadásért, kabinetjének több tagjával együtt. A kormány és a hadsereg több tagja is hasonló kijelentéseket tett, az Egyesült Államokat és Izraelt vádolva a támadók felfegyverzésével. Az Egyesült Államok azt nyilatkozta, hogy nem volt bizonyítéka arra, hogy Izrael részese lett volna a támadásnak és tagadta részvételét a terrorcselekményben.
Az Iszlám Állam közleménye ellenére több iráni kormányhivatalnok továbbra is az Egyesült Államokat és Izraelt vádolta, azt nyilatkozva, hogy a terrorista „csoport eltűnt” és tagjai az Egyesült Államok és Izrael „érdekeit szolgálják zsoldosként.” Később az iráni rendőrség letartóztatott két férfit, a támadás elkövetése segítésének gyanújával, majd később még tizenegyet részvételért. Az egyik öngyilkos merénylő tádzsik állampolgársággal rendelkezett. Az iráni hírszerzés szerint a tádzsiki-izraeli kettős állampolgársággal rendelkező elkövető Abdollah Tadzsiki és 2024 januárjában még ismeretlen társa volt.